# La canción del olvido (película)
La canción del olvido ( título en inglés: Too Late Blues), es una película se drama estadounidense  de 1961, dirigida por John Cassavetes y protagonizada por Bobby Darin y Stella Stevens.
Fue la primera película que Cassavetes produjo para un importante estudio de Hollywood, Paramount , y el primer papel de Darin como no cantante. Cassavetes quería que su esposa Gena Rowlands sea la protagonista, pero la producción del filme se vio apresurada.

## Sinopsis
Entre los miembros de un grupo musical dedicado exclusivamente al jazz las discusiones son muy frecuentes. Tanto John, el director, como los demás músicos sólo quieren interpretar la música que les gusta. Un día, John conoce a Jess, una joven vocalista de la que se enamora al instante, y decide incluirla en el grupo, pese a la oposición del grupo. El conjunto empieza entonces a resquebrajarse. Pese a todo, consiguen que una casa discográfica les dé una oportunidad para grabar un disco.

## Reparto
- Bobby Darin como John "Ghost" Wakefield
- Stella Stevens como Jess Polanski
- Everett Chambers como Benny Flowers
- Nick Dennis como Nick Bubalinas
- Vincent Edwards como Tommy
- Val Avery como Milt Frielobe
- Marilyn Clark como la condesa
- James Joyce como Reno Vitelli
- Rupert Crosse como Baby Jackson
- Mario Gallo como el jefe de grabación
- J. Alan Hopkins como Skipper
- Cliff Carnell como Charlie
- Richard O. Chambers como Pete
- Seymour Cassel como Red
- Dan Stafford como Shelley
- Slim Gaillard como el mismo